# Ołeh Babajew
Ołeh Mejdanowycz Babajew, ukr. Олег Мейданович Бабаєв (ur. 21 października 1965 w Kursku, zm. 26 lipca 2014 w Krzemieńczuku) – ukraiński polityk i przedsiębiorca azerskiego pochodzenia, działacz sportowy, prezes klubu piłkarskiego Worskła Połtawa.

## Życiorys
W 1986 ukończył mińską szkołę wojskowo-polityczną, przez 10 lat służył w wojsku jako oficer. W 1996 został dyrektorem finansowym w prywatnym przedsiębiorstwie. W 1998 objął funkcję przewodniczącego zarządu OAT „Kremenczukmjaso”. W 2000 ukończył także studia na Uniwersytecie Kijowskim.
Jako działacz sportowy zaangażował się w pracę w klubie sportowym Worskła Połtawa, w 2005 obejmując w nim stanowisko prezesa.
W wyborach z września 2007 z listy Bloku Julii Tymoszenko uzyskał mandat poselski, będąc członkiem partii Batkiwszczyna (podobnie jak Kostiantyn Żewaho, właściciel Worskły Połtawa). W 2010 wybrany na mera miasta Krzemieńczuk. Odszedł następnie z BJuT i złożył mandat poselski.
Ołeh Babajew był żonaty, miał dwie córki. 26 lipca 2014 został zastrzelony w pobliżu miejsca zamieszkania.